# Microthamnium decurrens
Microthamnium decurrens là một loài Rêu trong họ Hypnaceae. Loài này được (Herzog) Broth. mô tả khoa học đầu tiên năm 1925.